# 내각 총사퇴
내각 총사퇴(內閣總辭退)는 의원내각제(내각책임제)에서 어떠한 사유로 인해 내각 전체가 동시에 그 직에서 물러나는 것을 말한다. 이는 내각책임제의 헌법에 있어서 정권의 교체는 내각 총사퇴에 의한 것임을 의미한다.

## 사유
내각의 총사퇴의 사유는 6 가지가 있다.
1. 의회로부터 불신임을 받았을 경우로 의회해산의 조치를 취하지 않는 한 내각이 물러나야 한다.
2. 예산안이나 중요한 법률안 또는 조약의 비준 등이 의회로부터 거부되었을 경우에는 대부분 의회의 불신임으로 간주되어 의회를 해산하거나 또는 내각에서 물러나야 한다.
3. 내각에 있어서 의견이 통일되지 않을 경우에는 그 내각회의는 만장일치를 필요로 하기 때문에 내각회의에 있어서 의견의 조정이 불가능할 때에는 그 내각은 총사직하게 된다.
4. 의원의 임기가 만료되었을 때에는 내각은 의회의 신임을 그 존속의 기초로 하기 때문에 의회의 임기가 끝남과 동시에 내각도 같이 물러나게 되는 것이 원칙이다.
5. 임명권자의 해면조치가 있었을 때로서 내각책임제의 대통령이 수상의 실질적 임명권을 가졌을 경우에는 그 대통령은 수상을 마음대로 해임할 수 있고, 따라서 내각총사직이 일어나게 된다.
6. 총리가 사임하였을 경우에는 내각책임제에 있어서의 각료는 수상에 의하여 임면되는 까닭에 수상이 사임하면 동시에 내각도 총사직하게 된다.

## 같이 보기
- 내각 불신임 결의